# Hospital privado de Maputo
El Hospital privado de Maputo es un hospital privado en la ciudad de Maputo, capital del país africano de Mozambique. Tuvo un costo de 38 millones de dólares y a la inauguración asistió el presidente Guebuza en 2012. El hospital cuenta con 105 camas. Los socios del Hospital privado de Maputo (MPH) son la compañía sudafricana Lenmed Health (Salud Lenmed), con un 60 por ciento del capital, y el grupo mozambiqueño INVALCO, con un 40 por ciento.
Un problema importante en Mozambique es la falta de instalaciones médicas de nivel internacional. Durante muchos años, la salud, sobre todo las principales operaciones, eran imposibles de realizar. Por tal motivo grandes sumas de dinero salían del país cada año para el cuidado de la salud que se buscaba afuera de las fronteras de Mozambique, principalmente en la vecina Sudáfrica. Los proveedores de salud importantes, con sede en Sudáfrica, habían descuidado anteriormente a Mozambique como pacientes que tenían que viajar hacia ellos.
El hospital fue planeado desde 2003, pero solo tuvo un permiso del gobierno en el año 2009.